# Queen & Country. Za królową i ojczyznę
Queen & Coutry. Za królową i ojczyznę to amerykańska seria komiksowa, napisana przez Grega Ruckę i zilustrowana przez wielu rysowników. Ukazuje się od 2001 roku nakładem wydawnictwa Oni Press. Po polsku wydaje ją od 2005 roku wydawnictwo Taurus Media. Seria opowiada w realistyczny sposób o agentach brytyjskiego wywiadu MI5, koncentrując się na ich zmaganiach z biurokracją i przełożonymi oraz na ich misjach szpiegowskich. Główną bohaterką serii jest agentka Tara Chace.
Seria zdobyła Nagrodę Eisnera za debiut w 2002 roku.
http://www.taurusmedia.pl